# Javno emitovanje
Javno emitovanje (ili javna radiodifuzija) obuhvata emitovanje frekvencije radija, kanala televizije i drugih formata elektronskog oglašavanja medija čija je primarna misija pružanje usluga javnog servisa građanima. U mnogim državama svijeta, finansiranje dolazi od vlada, naročito preko godišnjeg ili mjesečnog naplaćivanja signala distribuiranog preko resivera. U SAD, javni servisi dobijaju finansije od saveznih državnih izvora, ali generalno većina njihovog finansiranja dolazi od prihoda fondacija i organizacija (od malih šopova do korporacija), uz dodatni novac od gledalaca koji direktno stupaju u kontakt sa servisom. Velika većina operiše kao privatna neprofitna korporacija.
Javno emitovanje može da bude nacionalno ili lokalno, u zavisnosti od države i stanice. U nekim državama jedna organizacija pruža uslugu javnog servisa. U drugim postoji više organizacija javnih servisa koji regionalno djeluju na različitim jezicima. Istorijski, javno emitovanje je bilo dominantna ili jedina forma emitovanja u pojedinoj državi (uz istaknut izuzetak SAD i primjer SFRJ). Komercijalno emitovanje sada postoji u većini ovih država; broj država koje imaju samo javno emitovanje opao je značajno tokom posljednjeg dijela 20. vijeka.
Mediji javnog sektora (koje finansira država) ne bi trebalo da se pomiješaju sa državnim medijima (koje finansijski i sadržajno kontroliše država, kao npr. u Sjevernoj Koreji).

## Literatura
- ur.   981-4136-01-8.
- 1-86020-006-0
- 978-3-631-66568-8.
- 90-411-2212-5.